# Franz von Koller
Franz von Koller ( magyarosan Koller Ferenc), (Münchengrätz,  1767. november 27. -  Nápoly, 1826. augusztus 22.) osztrák katona, diplomata, az  osztrák hadsereg intendánsa.

## Életpályája
1813–1814-ben részt vett a napóleoni háborúkban. A fontainebleau-i béke után Koller szállította mint osztrák biztos a fogoly Napóleont Fontainebleau-ból Elba szigetére, miközben a császárt a bosszús nép ellen több ízben megvédte, sőt, állítólag Napóleon öltözetet is cserélt Kollerral.
Koller nagyon kedvelte a régiségtant, és gyűjteménye a Lipcsei Egyetemre került.